# Howanes II
Howanes II (Hovhannes II Telkurantasti, (orm.) Յովհաննէս Բ. Թլկուրանցի, ur. 1450 zm. 1525) – ormiański duchowny i poeta, katolikos Wielkiego Domu Cylicyjskiego w latach 1489–1525. Był autorem wielu utworów o tematyce świeckiej.